# Grand Prix automobile de Tchécoslovaquie

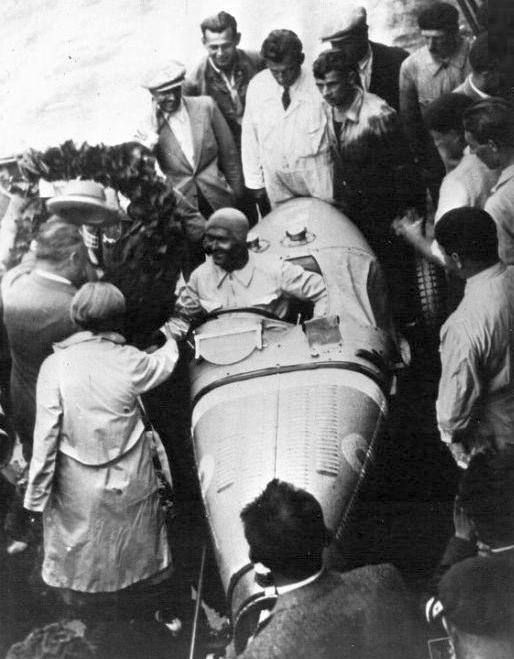
Louis Chiron, vainqueur du Grand Prix de Tchécoslovaquie 1932.

Le Grand Prix automobile de Tchécoslovaquie était un Grand Prix organisé sur le circuit de Masaryk (à Brno, aujourd'hui en République tchèque) entre 1930 et 1935 puis en 1937 et en 1949.
Le Grand Prix de Tchécoslovaquie connaît dès 1934 la loi des Flèches d'Argent. En 1937, plusieurs spectateurs présents dans une partie qui leur était interdite du circuit sont blessés ou tués sur une sortie de piste de Hermann Lang.
À cause de l'occupation allemande de la Tchécoslovaquie dès 1938, la course est supprimée jusqu'en 1949 date à laquelle le Masaryk est raccourci à 17,8 km.
L'épreuve de 1949 aurait pu faire du Grand Prix de Tchécoslovaquie une épreuve majeure. 400 000 personnes sont venues assister à l'épreuve. Toutefois, c'est là la dernière édition de la course qui ne fera jamais partie du championnat du monde de Formule 1.

## Palmarès
| Année     | Vainqueur                                        | Voiture       | Circuit | Résultats |
| --------- | ------------------------------------------------ | ------------- | ------- | --------- |
| 1930      | Heinrich-Joachim von Morgen Hermann zu Leiningen | Bugatti       | Masaryk | Résultats |
| 1931      | Louis Chiron                                     | Bugatti       | Masaryk | Résultats |
| 1932      | Louis Chiron                                     | Bugatti       | Masaryk | Résultats |
| 1933      | Louis Chiron                                     | Alfa Romeo    | Masaryk | Résultats |
| 1934      | Hans Stuck                                       | Auto Union    | Masaryk | Résultats |
| 1935      | Bernd Rosemeyer                                  | Auto Union    | Masaryk | Résultats |
| 1936      | Annulé                                           | Annulé        | Annulé  | Annulé    |
| 1937      | Rudolf Caracciola                                | Mercedes-Benz | Masaryk | Résultats |
| 1938-1948 | Annulé                                           | Annulé        | Annulé  | Annulé    |
| 1949      | Peter Whitehead                                  | Ferrari       | Masaryk | Résultats |